# بيري إل. كانون
بيري إل. كانون (بالإنجليزية: Berry L. Cannon) هو رائد بحار ‏ ومهندس أمريكي، ولد في 22 مارس 1935، وتوفي في 17 فبراير 1969 في San Clemente Island ‏ في الولايات المتحدة بسبب فرط ثنائي أكسيد الكربون في الدم.